# ゲッカビジン
ゲッカビジン（月下美人、学名: Epiphyllum oxypetalum、英名: Dutchmans pipe cactus, A Queen of the Night）は、メキシコの熱帯雨林地帯を原産地とする、サボテン科クジャクサボテン属の常緑多肉植物である。日本で多く流通しているクジャクサボテン属（Epiphyllum属）には交配種が多いが、これは原産地からそのまま導入された原種である。絶滅のおそれのある野生動植物の種の国際取引に関する条約（通称: ワシントン条約）の附属書IIの適用対象である。
月下美人は「ナイトクイーン」という別名があり、夜の間だけ咲くという性質がある。透けるように白くて美しい花を女性に例え、「月下美人」と名付けられた。

## 特徴

### 花
葉状茎の丈が1mから2mにまで達するとつぼみの形成が見られる。花は、夜に咲き始め翌朝までの一晩でしぼみ、めしべに他家受粉が起きなければ散ってしまう。花冠は20-25cm程度であり、白い。香りが強いこと、夜間開花すること、小型哺乳類の訪花に耐える強度を持つこと、花粉と花蜜が虫媒花よりも多いこと、それらは生態学的に送粉シンドロームのコウモリ媒花の特徴に一致する。これは原産地の新大陸の熱帯地域において花蜜食・花粉食を示す一部のヘラコウモリ科の小型コウモリ類媒介受粉への適応と考えられている。
ゲッカビジンは日本での栽培下では6～11月に咲き、この季節に株の体力が十分に回復すれば2～3ヵ月後にもう一度咲くことができる。つぼみは初期は垂れ下がっているが開花直前になると自然に上を向いて膨らみ、夕方に芳香を漂わせはじめる。これもコウモリがホバリングをしながらやや下を向き、舌を伸ばして花蜜と花粉を摂食する行動との共進化と考えられている。

開花中の花、開花後のしぼんだ花ともに食用にでき、咲いている花は焼酎につけると保存できる。台湾ではスープの具として使われる。

### 茎
茎のほとんどは昆布状の扁平な葉状茎になっており、またしばしば株元から細長い鞭状の茎を伸ばす。葉状茎の縁は波打っており、その凹部のくぼんだ点に産毛状に退化した刺（これが真の葉）を持つ刺座（サボテン科特有の点状にまで短縮した短枝）が位置する。成長点はここと茎頂にあり、これらの箇所から新しい茎（長枝）やつぼみが生じる。

### 果実
古くから日本に普及していた株は、原産地から導入されたたった1つの株から挿し木や株分けで増やされた同一クローンであり、受粉に際して自家不和合性を示す特性があるため人工授粉してもほとんど果実が実ることはなかった。しかし1980年代に東京農業大学の研究グループが原産地から野性の別のクローンを持ち帰り、増殖、普及させたため今日では複数のクローンが幾つもの園芸業者によって国内流通しており、これらの間でコウモリに代わって人間が人工授粉してやれば容易に成熟した果実が得られる。成熟した果実は表面が赤く内部の果肉は白くて黒い胡麻状の種子が数多く散在し紡錘形で大きく、近縁種である同じ熱帯雨林原産の着生サボテンであるドラゴンフルーツに似た外見を持ち甘い。そのため古くから日本で栽培されてきたもの以外のクローンを園芸業者が販売する際、家庭用果樹として宣伝し「食用月下美人」の商品名をつけることが多い。

## 生育環境
水や窒素肥料を与えすぎると栄養成長に偏った成長となり有性生殖が抑制されるので株だけ大きくなってつぼみをつけないことがあるため、やりすぎに注意する。さらに元来、クジャクサボテン属やこれに近縁ないくつかの属のサボテン科植物は野生状態では着生植物であり、大木の樹皮に根をまとわりつかせて樹上から昆布状の葉状茎の束が垂れ下がるように成長している。そのため樹皮を伝う雨水、樹皮に生えたコケ類、樹の股や洞に溜まった腐植質などから水分や肥料分を摂取しているためそもそも生理的に多肥多湿には強くなく、根ぐされを起こす危険もある。
ただ、ゲッカビジンなどクジャクサボテン類の根は樹上の樹の股や洞や岩山の割れ目に溜まったの腐植質やそこに形成された土壌にも深く根を下ろすことが多く同じ着生植物のラン科のカトレアなどと異なり、土壌に対してもかなりの適応力がある。そのため根への十分な通気を確保し、土壌の過湿、極端な多肥さえ避ければ温帯では温室で熱帯、亜熱帯地域では戸外での地上栽培も十分可能であるし、多くの園芸会社はクジャクサボテン・ゲッカビジン用に上記の条件を満たすように調合した培養土を市販してもいる。もちろん多くの洋ランやパイナップル科のアナナス類等、他の着生植物由来の園芸植物と同様にミズゴケ栽培でもよく育ち、十分大きなヘゴ板や丸太状のヘゴ材を用いれば原産地における着生状態を再現した栽培も可能であろう。
葉状茎以外に株元から伸びる鞭状の茎は野性の着生状態では、先端部が親株から離れた部位の樹皮などに接触するとそこから発根し、新たな株がそこで成長を始める。
原産地はメキシコの熱帯雨林であるため非耐寒性であり、摂氏7度以下になるときは室内に入れるとよい。凍傷になるとその部分の組織が壊死して、葉状茎に褐色斑点ができる。

## 文化
7月19日の誕生花ともされる。
古くから珍奇栽培植物として一部では熱心な栽培家も少なからずおり、そうした趣味家の栽培株の開花がマスコミで珍しい現象としてニュースになったりした時代もあるが高い技術を持つ趣味家でなくとも比較的簡単に栽培できる為、近年のガーデニングの流行で人気がでて、栽培者も広く普及して増えてきた。

## 俗説
月下美人にはその美しさのためや珍奇植物として好奇の目にさらされていた時代が長かったせいか、いろいろな言い伝えや俗説が流布しているが意外に間違いが多い。
×同一株から分かれたため同じ日に咲く
同じクローン株であってもタケ類に見られるような体内時計による長期同調性はなく、あくまでもその株の置かれた環境に由来する生理状態の履歴に依存してつぼみ形成、開花を行う。さらに言うならば、既にこの20年ほどは日本国内に複数の遺伝的に異なるクローンが流通しているので、もう日本国内の月下美人全てが同じ株由来ではない。無数のクローンの生息する原産地では言うまでもない。
×1年に1度しか咲かない
手入れをきちんとすると年間2回以上咲く。花を咲かせるだけの栄養素の蓄積や体力回復のゆとりが、成長期に十分あるかどうかの問題である。
×満月の夜にしか咲かない
野生状態で受粉を行うコウモリは、月齢に合わせたサイクルで花粉や蜜を食べに来るのではない。そもそもゲッカビジンの受粉に関わるような小型のコウモリは、毎日食事をしなければ餓死してしまう。従って、月齢に合わせた開花サイクルを進化させる必要はなかった。

## 画像

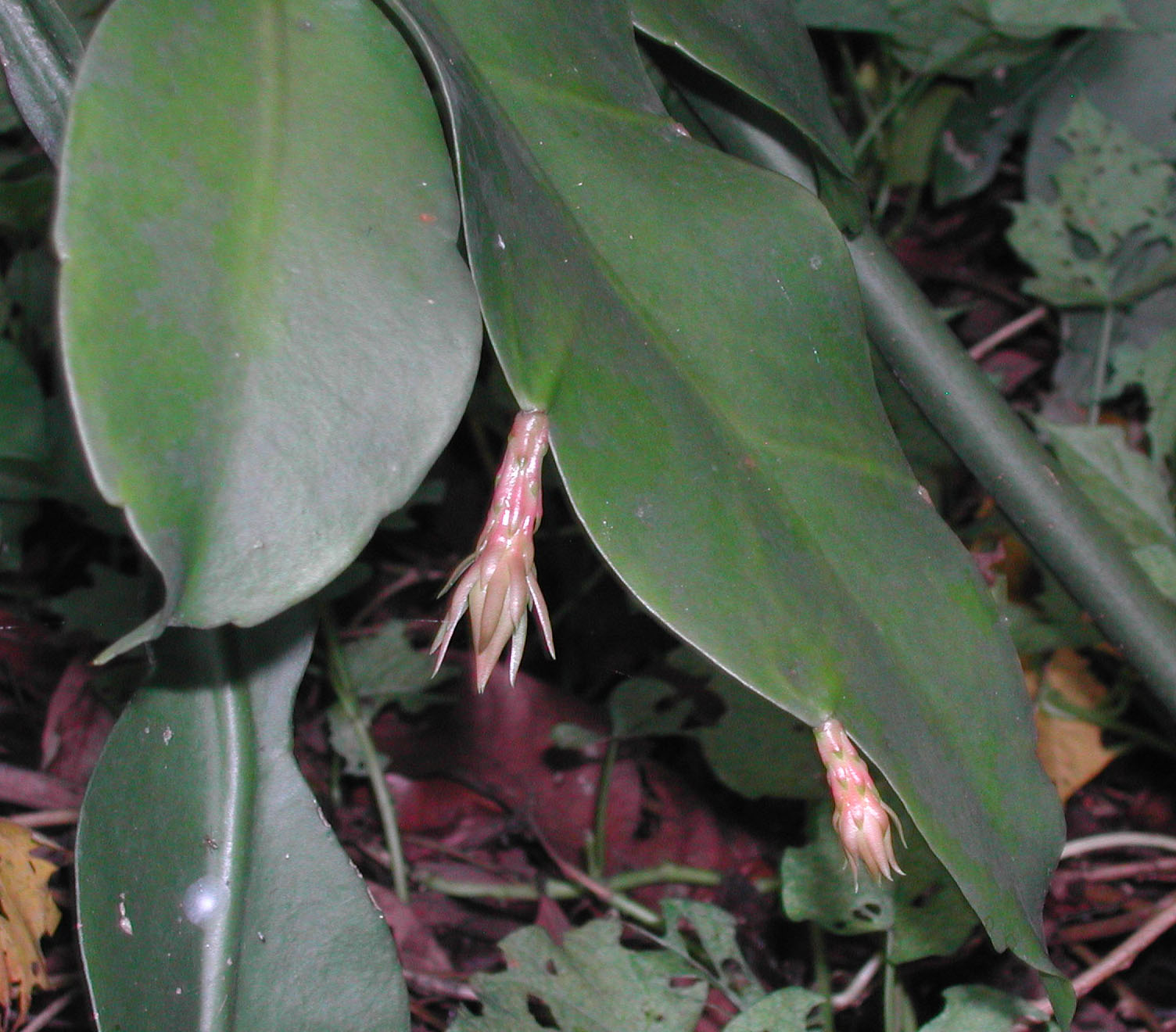
蕾
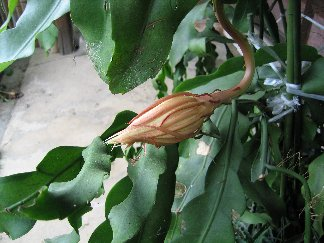
咲きかけ
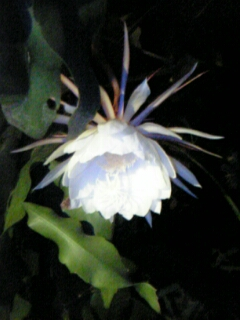
開花中
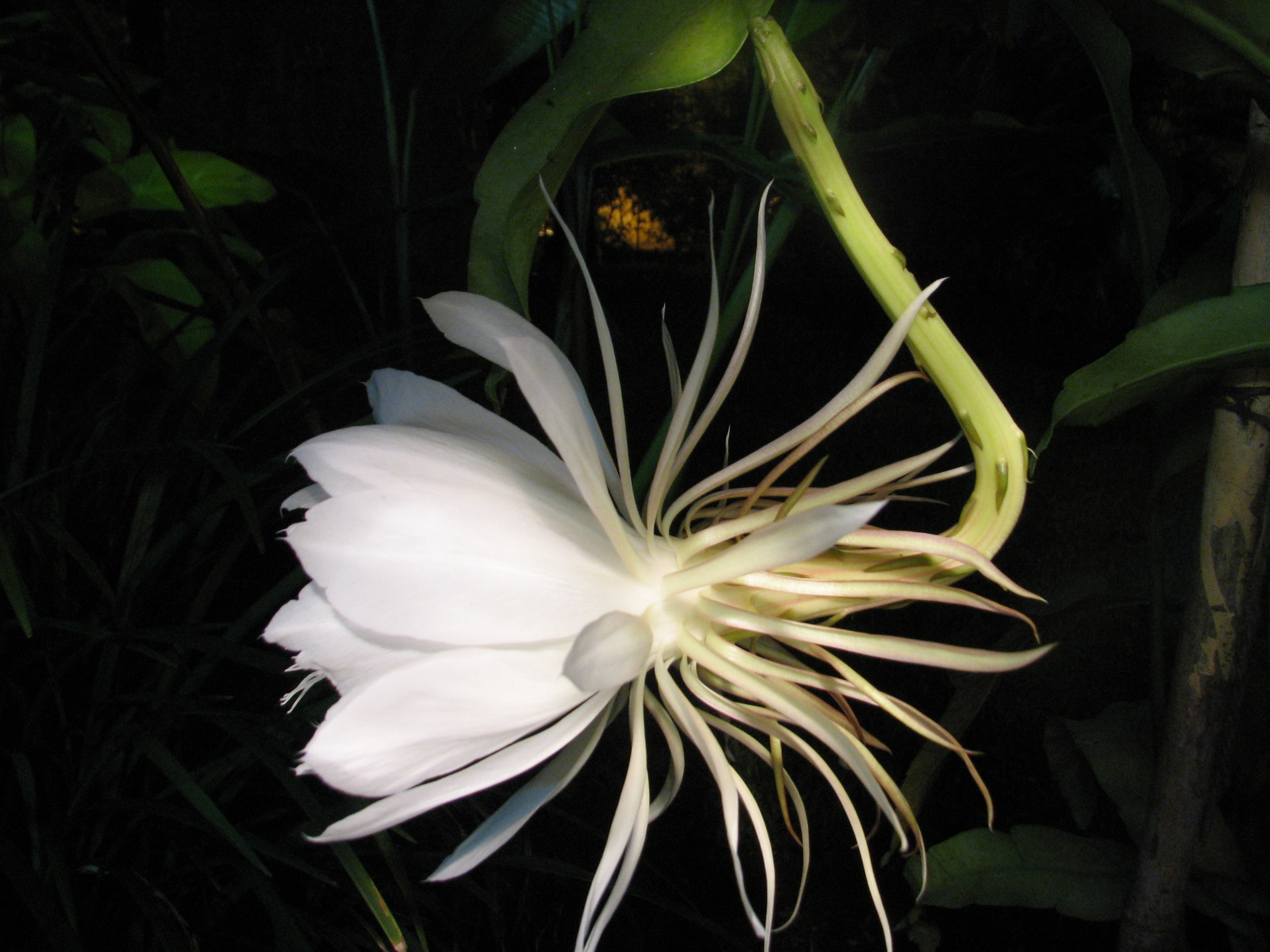
咲いた花の側面
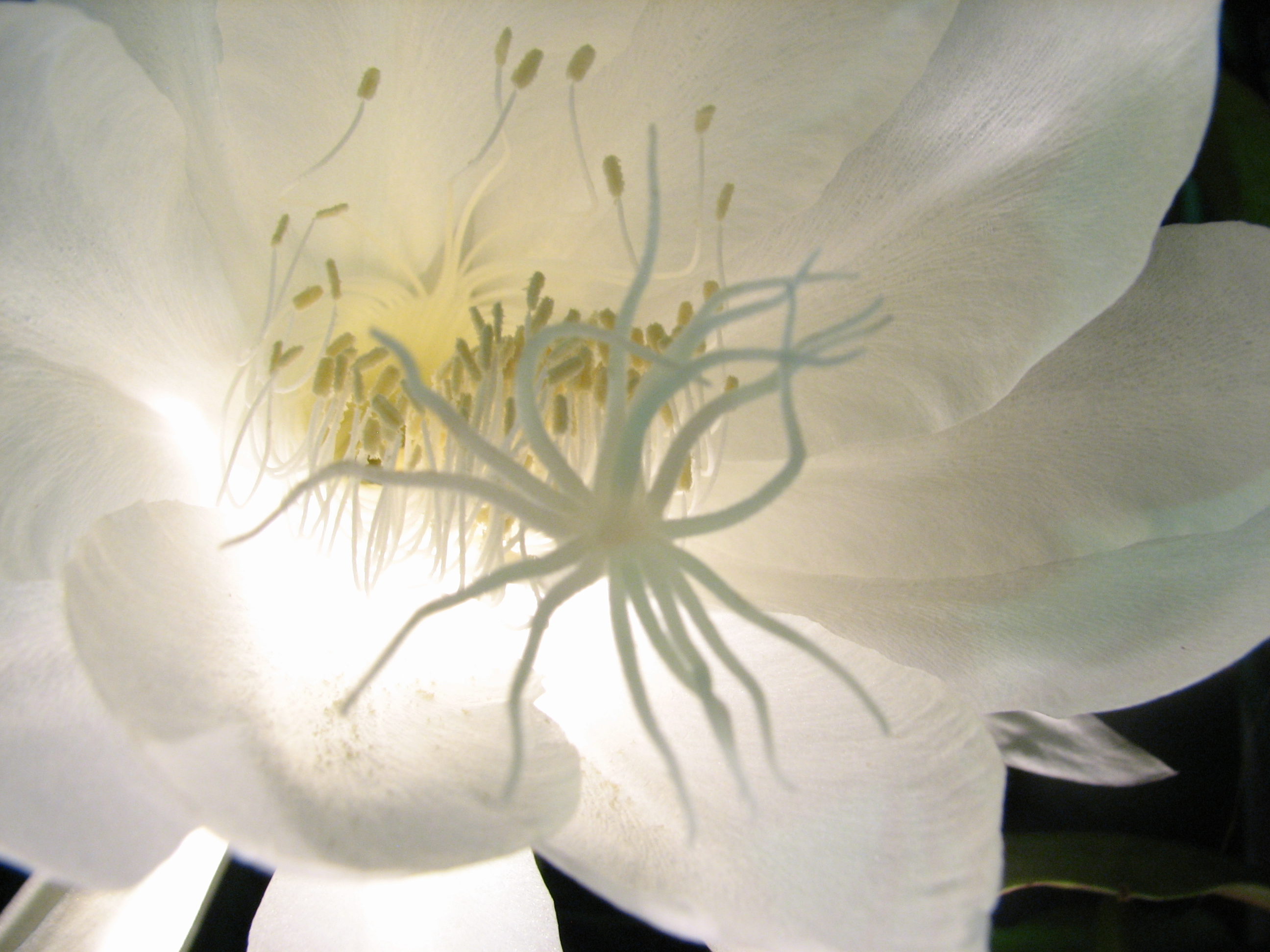
内部
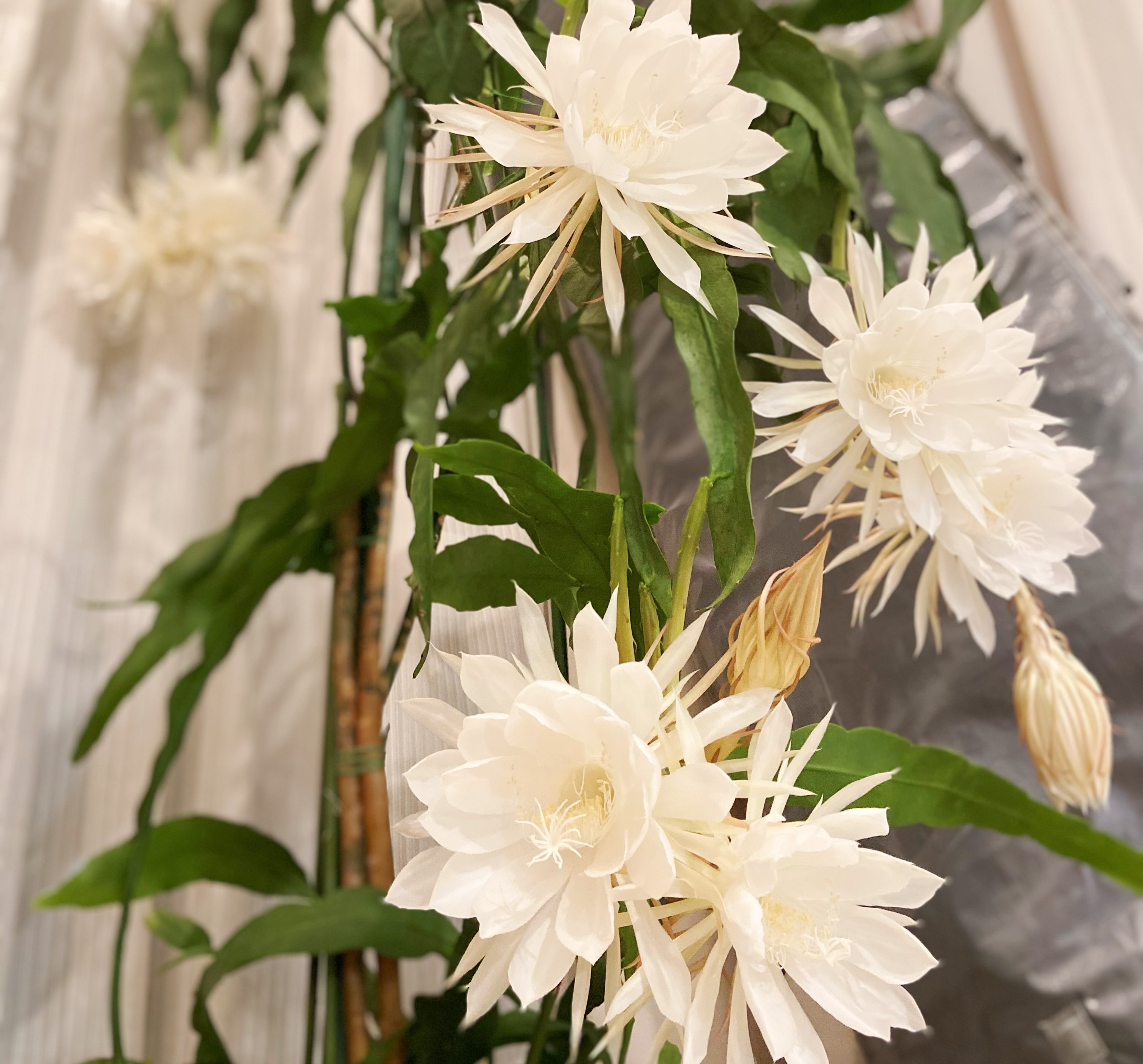
開花時の全体像

## 他の著名な着生性サボテン類
- クジャクサボテン（ゲッカビジンのような夜咲きのクジャクサボテン属と、昼咲きの近縁属の種の交配による様々な色彩の品種が多い）
- サンカクサボテン（ドラゴンフルーツ、ピタヤ、三角柱）
- シャコサボテン（デンマークカクタス、クリスマスカクタス）
- イースターカクタス (Easter Cactus)

## 近縁種
近縁種の夜咲きサボテン
nightblooming cactus (night-blooming cactus)
- Hylocereus (A.Berger) Britton & Rose ヒモサボテン属
- Selenicereus, or moonlight cacti (A.Berger) Britton & Rose セレニケレウス属